# Котрри, Уликс
Уликс Котрри (алб. Uliks Kotrri; 21 июня 1975, Шкодер, Народная Социалистическая Республика Албания) — албанский футболист, полузащитник.
Выступал за молодёжную команду «Влазнии», в которой и начал играть на профессиональном уровне, выступая за ней до 2008 года с перерывами. В составе команды становился чемпионом Албании, дважды серебряным призёром и бронзовым призёром первенства, становился обладателем Кубка Албании. В сезоне 1995/96 выступал в Первой лиге Австрии за клуб «Аустрия Клагенфурт». Позже выступал за немецкий «Энерги Котбус», симферопольскую «Таврию» и новозеландскую команду «Отаго Юнайтед».
Выступал за молодёжную сборную Албании до 21 года. В 1998 году провёл три матча в составе национальной сборной Албании.

## Биография

### Клубная карьера
Выступал за молодёжную команду «Влазния» из его родного города Шкодер. Затем он попал в основную команду и 29 ноября 1992 года дебютировал в чемпионате Албании в матче против «Томори» (3:0), на 82 минуте Котрри забил третий гол. В сезоне 1992/93 провёл свой первый сезон на профессиональном уровне, сыграв в чемпионате 16 матчей и забив 1 гол. В январе 1993 года участвовал в Суперкубке Албании в матче против «Эльбасани», в котором «Влазния» уступила в дополнительное время (3:2), Котрри в этой игре забил гол на 48 минуте в ворота Эдмонда Кела. В сезонах 1993/94 и 1994/95 провёл в чемпионате Албании по 22 матча, в которых забил 3 гола.
Летом 1995 года перешёл в австрийский клуб «Аустрия Клагенфурт» из одноимённого Клагенфурта. В Первой лиге Австрии в сезоне 1995/96 провёл 11 матчей, забил 4 гола и получил 1 красную карточку. По итогам сезона «Клагенфурт» занял 14 место из 16 участвующих в турнире команд и вылетел в Региональную лигу Австрии. В сезоне 1996/97 вновь выступал за «Влазнию», сыграв за неё в 13 играх и забил 2 гола. Команда заняла второе место в чемпионате, уступив лишь «Тиране». Летом 1997 года стал игроком немецкого «Энерги Котбус», в составе команды провёл 2 игры — обе против франкфуртского «Айнтрахта», в которых он получал жёлтую карточку во Второй Бундеслиге, также Уликс Котрри сыграл 1 матч в Кубке Германии.
Летом следующего года вернулся во «Влазнию». В сезоне 1998/99 в чемпионате Албании провёл 24 игры и забил 1 мяч, вместе с командой став серебряным призёром первенства. Летом 1999 года провёл 2 матча в предварительном раунде Кубке УЕФА против трнавского «Спартака», в которых албанцы уступили (1:3). Котрри в первой игре получил жёлтую карточку. В сезоне 1999/00 Котрри провёл всего 2 игры, в следующем сезоне стал чемпионом Албании, сыграв в 3 матчах.
В марте 2004 года подписал контракт с симферопольской «Таврией», взяв себе 21 номер. 22 мая 2004 года дебютировал в чемпионате Украины в игре 26 тура против луцкой «Волыни» (1:1), главный тренер «Таврии» Анатолий Заяев доверил ему отыграть все 90 минут. Эта игра осталась единственной в составе крымчан, после чего Котрри покинул клуб. В начале 2006 года перешёл в «Отаго Юнайтед», в составе которого взял себе 20 номер и забил 1 гол в чемпионате Новой Зеландии.
Летом 2006 года вновь вернулся во «Влазнию». В сезоне 2006/07 провёл в чемпионате Албании 19 матчей и забил 1 гол, вместе с командой стал бронзовым призёром, уступив лишь «Теуте» и «Тиране». Также в этом сезоне забил 1 гол в Кубке Албании. Летом 2007 года провёл 4 игры в Кубке Интертото, в которых получил 1 жёлтую карточку. В первом раунде албанцы выиграли у «Загреба» за счёт гола на выезде, счёт по сумме двух матчей был равным — 2:2. В следующем раунде «Влазния» крупно уступила турецкому «Трабзонспору» (10:0) и покинула турнир. В сезоне 2007/08 Котрри сыграл в 23 играх чемпионата и участвовал в финальном матче Кубка Албании против «Тираны», в котором его команда одержала победу (2:0). После этого он завершил игровую карьеру и стал лицензированным футбольным агентом ФИФА.

### Карьера в сборной
Выступал за молодёжную сборную Албании до 21 года. В отборочном турнире на молодёжный чемпионат Европы 1998 Уликс Котрри провёл 6 игр.
21 января 1998 года дебютировал в национальной сборной Албании в выездном товарищеском матче против Турции (1:4), Котрри вышел на 35 минуте вместо Арьяна Чумба. В начале февраля того же года принял участие в турнире Ротманс на Мальте. Котрри сыграл в двух матчах против Мальты (1:1) и Латвии (2:2). Больше за сборную он не играл.

## Достижения
- Чемпион Албании: 2000/01
- Серебряный призёр чемпионата Албании (2): 1996/97, 1998/99
- Бронзовый призёр чемпионата Албании: 2006/07
- Обладатель Кубка Албании: 2007/08